# Aczél Ilona (színművész)
Aczél Ilona, született: Alter Ilona Gabriella Magdolna (Királyhelmec, 1884. november 7. – Budapest, 1940. március 5.) magyar színésznő.

## Élete
Alter Sándor és Nébenzáhl Paula leányaként született. A Színiakadémiát 1905-ben fejezte be, majd 1906-ban Kolozsvárra szerződött. 1908-ban lett a Nemzeti Színház tagja, majd 1912 decemberében szerződtette a Magyar Színház, de 1914 és 1935 között ismét a Nemzeti Színházban játszott, később pedig a Magyar Színházban és a Vígszínházban szerepelt. Természetes humorával, széles jellemábrázoló készségével, tiszta beszédtechnikájával elsősorban a vígjátékokban volt sikeres, de jól érvényesült Shakespeare és Shaw komédiáiban is.
1911. június 19-én Budapesten, az Erzsébetvárosban kötött házasságot Csathó Kálmán színházi rendező és íróval. Férje társasági vígjátékainak sikereihez egy-egy jellegzetes figura alakításával járult hozzá.
1928-ban a Nemzeti Színház örökös tagja lett.

## Fontosabb színházi szerepei
- Béliné (Molière: A képzelt beteg)
- Éva (Madách Imre: Az ember tragédiája)
- Portia (Shakespeare: A velencei kalmár)
- Ella Rentheim (Ibsen: John Gabriel Borkman)
- Szűz Mária (Voinovich Géza: Magyar Passió)
- Júlia (Csathó Kálmán: Az én lányom nem olyan)
- Linka (Csathó Kálmán: Te csak pipálj Ladányi)
- Ilona (Csathó Kálmán: A házasságok az égben köttetnek)

## Filmszerepei
- Ma és holnap (1912) – Kázmér herceg felesége
- Simon Judit (1915) – Simon Judit
- A vén gazember (1932, magyar–német) – Inokay Gizella bárónő
- A nagymama (1935) – Szerémy grófné
- Halálos tavasz (1939)